# Pakistan Tehreek-e-Insaf
Die Pakistan Tehreek-e-Insaf (PTI) (deutsch Pakistanische Bewegung für Gerechtigkeit; englisch Pakistan Movement for Justice; Urdu پاکستان تحريک انصاف) ist eine zentristische und nationalistische politische Partei in Pakistan, die von Imran Khan, einem Philanthropen und ehemaligen Cricketspieler, gegründet wurde. Er war beim Cricket World Cup 1992, der bisher einzigen Weltmeisterschaft, die Pakistan gewinnen konnte, der Kapitän der Mannschaft. Sie gilt als die derzeit am schnellsten wachsende politische Partei Pakistans, was hauptsächlich auf die Unzufriedenheit von großen Teilen der Bevölkerung mit den bisher etablierten Parteien wie der pakistanischen Volkspartei und der pakistanischen Muslimliga zurückzuführen ist.

## Geschichte
Pakistan Tehreek-e-Insaf wurde am 25. April 1996 von Imran Khan in Lahore gegründet.  Als sozialpolitische Bewegung gegründet, wuchs die PTI zunächst nur sehr langsam und war nicht außergewöhnlich populär. Die politische Landschaft Pakistans in den 1990er Jahren war sehr instabil und gespalten. Die zwei größten Parteien, die Pakistanische Volkspartei (PPP) und die pakistanische Muslimliga (N) (PML (N)), wurden abwechselnd an die Macht gewählt. Sie mussten aber ihre jeweiligen Legislaturperioden aufgrund von Korruptionsvorwürfen und mangelndem politischen Erfolg stets vorzeitig beenden, was zu vorgezogenen Neuwahlen führte. Die Rivalität zwischen beiden Parteien führte zu großen Konflikten, was Khan dazu bewog, mit der PTI eine neue, unbelastete Partei zu gründen, die seiner Meinung nach die wahren Hoffnungen und Wünsche der pakistanischen Bevölkerung repräsentierte. Im Jahr 1999 wurde der damalige Premierminister Nawaz Sharif (PML-N) durch einen unblutigen Militärputsch von General Pervez Musharraf seines Amtes enthoben. Khan unterstützte General Musharraf in der Hoffnung, er könne die gespaltene Nation einen und den Stillstand beenden, der aufgrund der Streitigkeiten zwischen den beiden großen Parteien entstanden war. Später sollte er jedoch einer der vehementesten Kritiker Musharrafs werden.
Im Oktober 2002 trat Imran Khan im Wahlkreis seiner Heimatstadt Mianwali bei Wahlen zum nationalen Parlament an und wurde Abgeordneter zur Nationalversammlung (Member of Parliament, kurz MP). PTI unterstützte das Referendum von General Musharraf im Jahr 2002, welches ihm ermöglichte, weitere fünf Jahre Präsident von Pakistan zu bleiben. Während der Regierung Musharrafs unterstützte die PTI seine Politik weitgehend, da sie zu verhältnismäßig starkem ökonomischen Wachstum, Liberalisierung der Medien und einem generellen Anstieg an Wohlstand und Entwicklung führte. Khan selbst jedoch betrachtete das gesamte politische System des Landes sehr kritisch, weil er es für korrupt, ineffizient und moralisch nicht mit den Gründungsprizipien Pakistans kompatibel hielt. Daher initiierte er eine basisdemokratische Bewegung, um die Bekanntheit seiner Partei und deren Anliegen zu steigern.

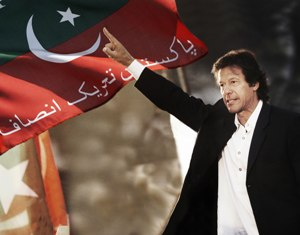
Kampagnenposter der PTI (2007)

PTI steht auf dem Standpunkt, dass Pakistan sich nie wirklich entwickeln konnte, weil die Regierungen der Vergangenheit unfähig und inkompetent waren. Die Partei legt großen Wert auf die Gründungsprinzipien Pakistans, von denen sich das Land ihrer Meinung nach weit entfernt hat. Als relativ junge politische Partei strebt die PTI nach einer modernen, demokratischen Islamischen Republik, die ihren Bürgern vollständige politische, religiöse und ökonomische Freiheit gewährt. Die gesamte Basis seiner Politik sieht PTI-Vorsitzender Imran Khan in Muhammad Ali Jinnahs Vision eines harmonischen und friedlichen Staates. Daher kritisiert er oft die Ausbeutung der Schwachen und die Korruption im Land.
Die kürzlich rasant gestiegene Popularität der PTI liegt hauptsächlich in der Unzufriedenheit mit dem Status quo begründet. Seit der Gründung des Staates haben sich Militärdiktaturen und demokratisch gewählte, aber korrupte Regierungen abgewechselt. Letztere bestanden meist aus Mitgliedern einiger weniger Familien aus der Elite. PTI versucht hier, als Gegengewicht zu den beiden Großparteien aufzutreten.
Die PML-N hat in den urbanen Regionen des Punjab traditionell ihre stärkste Unterstützung, die PPP hingegen in Sindh. PTI sieht sich als Repräsentant aller Pakistanis, unabhängig vom religiösen, ethnischen, sprachlichen und geographischen Hintergrund. Zu Beginn der Musharraf-Ära zeigte die PTI noch vorsichtigen Optimismus, aber als Präsident Musharraf das Kriegsrecht verhängte und immer stärker gegen demokratische Bewegungen auftrat, zog PTI ihre Unterstützung zurück und kritisierte seine Politik. Nach der Ermordung von Benazir Bhutto im Jahr 2007 und Nawaz Sharifs Rückkehr aus dem Exil in Saudi-Arabien stieg der öffentliche Druck auf Musharraf, demokratische Wahlen abzuhalten. PTI und mehrere weitere Parteien gründeten die All Parties Democratic Movement, deren Ziel es war, die Militärherrschaft zu beenden. Die Wahlen im 2008 wurden von der PTI boykottiert und wurden von der PPP gewonnen. Daraufhin wurde Asif Ali Zardari zum Präsidenten gewählt.
Seit der Machtübernahme durch den unbeliebten Zardari hat die Popularität Khans und der PTI aufgrund des Anstiegs der Korruption, der Inflation, des Terrorismus und des Extremismus stark zugenommen. Denn genau diese Themen hat die Partei auch in der Vergangenheit immer wieder angesprochen. Die PTI möchte Pakistan von der Schuldenlast und den damit verbundenen Problemen befreien und hofft auf einen hohen Stimmenanteil bei den Wahlen 2013. In seinem Buch Pakistan: A Personal History, schreibt PTI-Vorsitzender Imran Khan, dass eine egoistische und korrupte Elite aus Politikern, Feudalherrschern und Militärbürokraten Pakistan zerstört habe.
Im Sommer 2024 kündigte die Regierung ein Verbotsverfahren gegen die PTI an.

## Wahlen
Knapp ein Jahr nach ihrer Gründung trat die PTI 1997 erstmals bei nationalen Wahlen an. Dabei konnte sie aber in den sieben Wahlkreisen, in denen sie antrat, keinen Sitz im Parlament gewinnen. Bei den Wahlen 2002 bekam die Partei 0,8 % der Stimmen. Da der Stimmenanteil in Imran Khans Heimatwahlkreis Mianwali aber sehr hoch war, konnte er als einer von 272 Abgeordneten ins Parlament einziehen.
Die Wahlen 2008 wurden von PTI boykottiert, weil dabei zahlreiche offensichtliche Manipulationen zugunsten der PPP stattfanden. Aufgrund der Unzufriedenheit der Bevölkerung mit der aktuellen Regierung verzeichnete PTI einen starken Zustrom an Unterstützern. Umfragen zufolge ist Imran Khan zu Pakistans beliebtestem Politiker aufgestiegen, dem viele Pakistanis zutrauen, einen echten Wandel zu inspirieren. Durch massive PR-Kampagnen und Großdemonstrationen in mehreren pakistanischen Städten (Jalsas) hofft die PTI, genug Unterstützung für einen Sieg bei den  Wahlen 2013 zu erlangen. Diese Jalsas wurden von jeweils bis zu 250.000 Menschen besucht.
Bei den Wahlen 2013 wurde die PTI mit 16,9 % zweitstärkste Kraft hinter der PML-N. Bei den Wahlen 2018 ging die PTI als stärkste Kraft hervor und stellt somit erstmals die Regierung.
Bei den Parlamentswahlen in Pakistan 2024 erhielten  Parteiunabhängige 101 von 266 Mandaten. Die meisten davon stehen der PTI nahe, der die Teilnahme an den Wahlen verwehrt wurde.

## Kampagne zur Rekrutierung von Mitgliedern

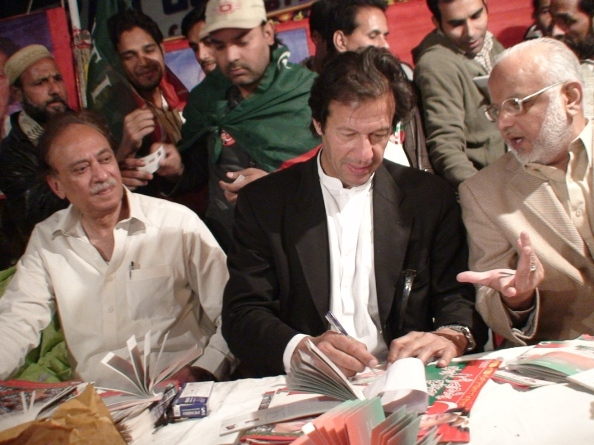
Imran Khan beim Unterschreiben von Autogrammen auf Mitgliedsformularen für neue Mitglieder in Lahore (2008)

Um die Menschen zu mehr politischer Beteiligung zu bewegen und sie mit den Zielen der PTI vertraut zu machen, startete Imran Khan eine Kampagne zur Rekrutierung neuer Parteimitglieder, welche vor allem in den Großstädten sehr erfolgreich läuft.
Finanziell wird die Partei vor allem von wohlhabenden Spendern unterstützt, die in Europa und Nordamerika leben.

### Jalsa
PTI nennt ihre Großdemonstrationen in verschiedenen Großstädten Pakistans Jalsas oder auch Tsunamis (Flut gegen Korruption). Die erste Jalsa fand am 30. Oktober 2011 in Lahore statt und wurde von schätzungsweise 75.000 bis 100.000 Menschen besucht. Als unmittelbare Folge des Erfolges der Lahore-Jalsa traten prominente Politiker, die früher anderen Parteien angehörten, wie Javed Hashmi und Shah Mehmood Qureshi, sowie eine erhebliche Anzahl weiterer Pakistaner der PTI bei. Am 25. Dezember 2011 fand die bisher größte Jalsa in Karatschi statt. Mehr als 250.000 Menschen wurden dort gezählt.

## Bedeutende Mitglieder
Folgende Persönlichkeiten sind Mitglieder der PTI:
- Asad Umar
- Javed Hashmi
- Shah Mehmood Qureshi
- Abrar-ul-Haq
- Ejaz Chaudhry
- Shireen Mazari
- Asghar Khan
- Meraj Muhammad Khan
- Masood Sharif
- Samson Simon Sharaf
- Mian Muhammad Azhar
- Jehangir Khan Tareen